# أيان موخرجي
أيان موخرجي هو مخرج أفلام هندي ولد في 15 أغسطس 1983.

## روابط خارجية
أيان موخرجي على موقع IMDb (الإنجليزية)
- أيان موخرجي على موقع ألو سيني (الفرنسية)
- أيان موخرجي على موقع أول موفي (الإنجليزية)
- أيان موخرجي على موقع قاعدة بيانات الفيلم (الإنجليزية)
- أيان موخرجي على موقع كينوبويسك (الروسية)